# Homarus gammarus
L'astice (Homarus gammarus (Linnaeus, 1758)), conosciuto anche come astice europeo e con i nomi locali di Elefante di mare, Lupicante, Lupo di mare, è un crostaceo decapode appartenente alla famiglia Nephropidae.

## Descrizione
Molto simile all'astice americano (Homarus americanus) e di colore bluastro, con chiazze gialle sul dorso e ventre chiaro, possiede due paia di antenne, un paio lunghe e uno corte e 8 zampe locomotrici, oltre a 2 chelate, di cui una più grande e una più piccola, per poter svolgere meglio compiti diversi. Il carapace è liscio e incavato, possiede due spine, situate vicino agli occhi. Può raggiungere il mezzo metro di lunghezza, ma gli esemplari comuni misurano dai 30 ai 40 centimetri.
Contrariamente a quanto si possa facilmente credere, l'astice e l'aragosta sono imparentati solo vagamente, appartenendo a due distinti infraordini dello stesso sottordine. Per paragone, fra queste due specie intercorre lo stesso grado di parentela che c'è tra l'uomo e il tarsio.
La differenza più evidente tra i due crostacei sono le chele che ha l'astice.

## Distribuzione
L'astice è presente nelle zone orientali dell'Oceano Atlantico, dalla Norvegia nord-occidentale fino alle Azzorre e al Marocco. La sua presenza è comune in tutto il Mediterraneo e a nord-ovest del Mar Nero e nel Mar Baltico. Questo crostaceo vive sulle rocce sottomarine, raramente sotto i 50 m, ma fino a un massimo di 150.

## Alimentazione
Nella sua dieta rientrano molluschi, stelle marine e crostacei.

## Riproduzione
La femmina dell'astice depone più di 100.000 uova che per qualche tempo trattiene sotto di sé, tra le appendici dei segmenti posteriori del corpo. Da queste uova usciranno minuscole larve destinate a compiere lunghe e complesse metamorfosi prima di raggiungere la condizione adulta.

## Pesca
La maggior parte della pesca dell'astice europeo viene effettuata nel suo habitat naturale, spesso usando le apposite nasse per crostacei e usando come esca del solo pesce, come ad esempio pezzi di polpo o di seppia. I tentativi di creare allevamenti di questo crostaceo non sono andati a buon fine a causa delle sue aggressive abitudini territoriali.
La FAO stima che annualmente siano pescate oltre 2.000 tonnellate (negli anni ottanta). In maggio 2007, il prezzo dell'astice nord atlantico si aggirava fra 30€ al chilo (dal pescatore) e 65 € (nel negozio).